# Charles Dixon (tennis)
Pour les articles homonymes, voir Charles Dixon (homonymie) et Dixon.
Charles Percy Dixon (né le 7 février 1873 à Grantham – mort le 29 avril 1939 à West Norwood) est un joueur de tennis britannique du début du XXe siècle.

## Jeux olympiques
Aux Jeux olympiques d'été de 1908 à Londres, Dixon a remporté la médaille de bronze en double messieurs. Quatre ans plus tard à Stockholm, il remporte trois autres médailles olympiques en salle : or en double mixte, argent en simple messieurs et bronze en double messieurs.

## Carrière
Dixon était surtout connu pour ses succès en Coupe Davis avec l'équipe de Grande-Bretagne : débutant en 1909, il mène son équipe à la victoire en 1912 en Australie.
Il était membre du « English Drive Club team » en Afrique du Sud en 1910-1911, et remporte le double messieurs du Tournoi de Wimbledon l'année suivante avec Herbert Barrett, son partenaire de Coupe Davis, ainsi qu'en 1913, mais il perd la finale en 1914.
De 1929 à 1932, il représente l'« International Club of Great Britain » contre la France au Queen's et à Auteuil en 1932 et 1933.
Après sa retraite, il devint entraîneur pour les juniors et pour les juges de chaises, président de l'Association des juges de chaises.

## Autres sports
Il a représenté Haileybury et Cambridge au Jeu de raquettes, remportant la médaille d'argent en 1891. Il était également un excellent golfeur, et a représenté le Royaume-Uni en escrime à l'international.

## Palmarès (partiel)

### Titre en simple messieurs
| No | Date | Nom et lieu du tournoi       | Catégorie | Surface | Finaliste       | Score              |  |
| -- | ---- | ---------------------------- | --------- | ------- | --------------- | ------------------ |  |
| 1  | 1901 | Tournoi de tennis du Queen's |           | NC      | George Greville | 6-1, 6-0, 4-6, 6-4 |  |

### Finale en simple messieurs
| No | Date       | Nom et lieu du tournoi           | Catégorie     | Surface        | Vainqueur    | Score         |          |
| -- | ---------- | -------------------------------- | ------------- | -------------- | ------------ | ------------- | -------- |
| 1  | 05-05-1912 | Jeux olympiques d'été, Stockholm | J. olympiques | Parquet (int.) | André Gobert | 8-6, 6-4, 6-4 | Parcours |

### Titres en double messieurs
| No | Date       | Nom et lieu du tournoi              | Catégorie | Surface      | Partenaire        | Finalistes                                   | Score              |  |
| -- | ---------- | ----------------------------------- | --------- | ------------ | ----------------- | -------------------------------------------- | ------------------ |  |
| 1  | 24-06-1912 | The Championships Wimbledon         | G. Chelem | Gazon (ext.) | Herbert Barrett   | André Gobert Max Decugis                     | 3-6, 6-3, 6-4, 7-5 |  |
| 2  | 30-12-1912 | Australasian Championships Hastings | G. Chelem | Gazon (ext.) | James Cecil Parke | Alfred Beamish Gordon Lowe                   | 6-4, 6-4, 6-2      |  |
| 3  | 23-06-1913 | The Championships Wimbledon         | G. Chelem | Gazon (ext.) | Herbert Barrett   | Heinrich Kleinschroth Friedrich-Wilhelm Rahe | 6-2, 6-4, 4-6, 6-2 |  |

### Finale en double messieurs
| No | Date       | Nom et lieu du tournoi      | Catégorie | Surface      | Vainqueurs                     | Partenaire      | Score              |  |
| -- | ---------- | --------------------------- | --------- | ------------ | ------------------------------ | --------------- | ------------------ |  |
| 1  | 22-06-1914 | The Championships Wimbledon | G. Chelem | Gazon (ext.) | Norman Brookes Anthony Wilding | Herbert Barrett | 6-1, 6-1, 5-7, 8-6 |  |

### Titre en double mixte
| No | Date       | Nom et lieu du tournoi          | Catégorie     | Surface        | Partenaire   | Finalistes                        | Score         |          |
| -- | ---------- | ------------------------------- | ------------- | -------------- | ------------ | --------------------------------- | ------------- | -------- |
| 1  | 05-05-1912 | Jeux olympiques d'été Stockholm | J. olympiques | Parquet (int.) | Edith Hannam | Helen Aitchison · Herbert Barrett | 4-6, 6-3, 6-2 | Parcours |